# Alas Nacionales
Alas Nacionales war eine dominikanische Fluggesellschaft und ein Kooperationsunternehmen der türkischen Birgenair. Die auf dem Flughafen Puerto Plata beheimatete Gesellschaft führte Charterflüge zwischen der Dominikanischen Republik und Deutschland durch. Sie setzte hierzu von Birgenair gemietete Flugzeuge ein.

## Geschichte
Der Reiseveranstalter Öger Tours und das Ratioflug Luftfahrtunternehmen gingen im Sommer 1994 eine Kooperation ein, um in der Wintersaison 1994/95 preisgünstige IT-Charterflüge von Deutschland in die Dominikanische Republik anzubieten. Das Bundesverkehrsministerium erteilte Ratioflug hierzu auf sechs Monate befristete Streckenrechte. Weil Ratioflug selbst keine Flugzeuge mit entsprechender Kapazität und Reichweite besaß, wurden Maschinen der türkischen Birgenair gemietet und im Wetlease auf der Transatlantikstrecke betrieben.
Um die Charterflüge im Anschluss fortsetzen zu können, gingen Öger Tours und Birgenair im Jahr 1995 eine Zusammenarbeit mit der in Puerto Plata ansässigen dominikanischen Fluggesellschaft Alas Nacionales ein. Dieses Unternehmen, das im selben Jahr von dem Finnen Matti Puhakka und sechs weiteren Gesellschaftern gegründet worden war, besaß zwar ein Air Operator Certificate, jedoch keine Flugzeuge. Man kam überein, die Flüge von Birgenair organisieren und durchführen zu lassen. Matti Puhakka und seinen Geschäftspartnern wurde im Gegenzug eine Vergütung von 10 DM pro eingeflogenem Passagier in Aussicht gestellt. Nachdem Alas Nacionales die beantragten Streckenrechte zwischen der Dominikanische Republik und Deutschland erhalten hatte, wurde eine Boeing 767-200ER der Birgenair in die Dominikanische Republik überführt und dort am 25. Oktober 1995 mit dem Kennzeichen HI-660CA auf Alas Nacionales registriert. Offiziell hatte Alas Nacionales dieses Flugzeug von Birgenair geleast. Die Charterflüge zwischen der Dominikanischen Republik und Deutschland wurden eine Woche später aufgenommen und mit türkischen Besatzungen durchgeführt.
Aufgrund einer defekten Hydraulikpumpe stand die Boeing 767 am 6. Februar 1996 für den Flug ALW301 nach Frankfurt nicht zur Verfügung, so dass der Charterflug außerplanmäßig mit einer Boeing 757-200 der Birgenair durchgeführt wurde. Birgenair hatte diese Boeing 757 im November 1995 an die argentinische Staf Airlines (ICAO-Code: STU) vermietet und bis Januar 1996 im Wetlease auf fünf Flugpaaren zwischen der Dominikanischen Republik und Buenos Aires eingesetzt. Nach Ende der Vermietung wurde das Flugzeug nicht zurück in die Türkei überführt, sondern verblieb in Puerto Plata. Kurz nach dem Start in Puerto Plata stürzte die Maschine ins Meer.
Infolge des Absturzes stellten Alas Nacionales und Birgenair den Flugbetrieb im März 1996 ein. Beide Gesellschaften meldeten kurz darauf Insolvenz an.

## Flotte
- Boeing 757-200, ein Flugzeug einmalig gemietet von Birgenair
- Boeing 767-200ER, ein Flugzeug langfristig geleast von Birgenair

## Zwischenfälle

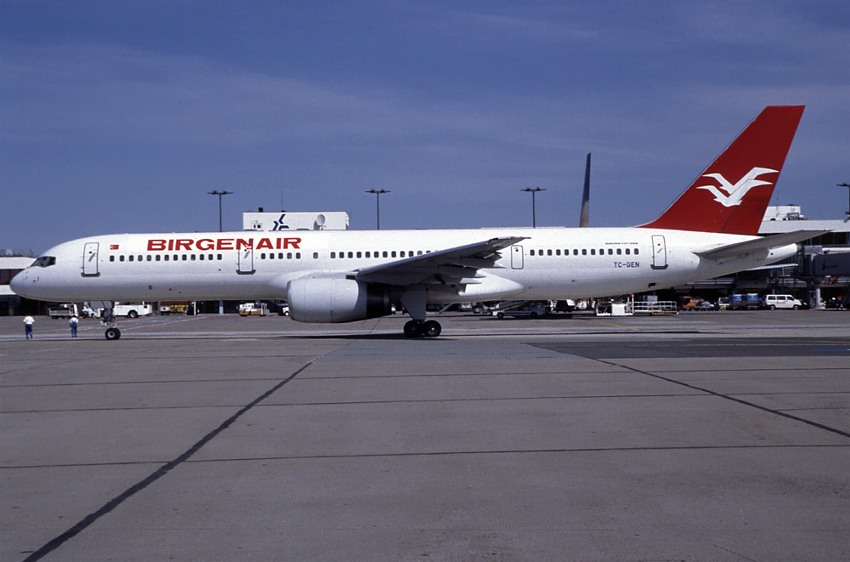
Die verunglückte Boeing 757-200

- Am 6. Februar 1996 stürzte die kurzfristig als Ersatz gemietete Boeing 757-200 (TC-GEN) auf dem Flug nach Frankfurt kurz nach dem Start vom Flughafen Puerto Plata rund 26 Kilometer vor der Küste in den Atlantik. Alle 176 Passagiere und 13 Crewmitglieder kamen ums Leben, darunter 167 Deutsche und 9 Polen (siehe auch Alas-Nacionales-Flug 301).